# Gathynia dilacerata
Gathynia dilacerata är en fjärilsart som beskrevs av Achille Guenée 1852. Gathynia dilacerata ingår i släktet Gathynia och familjen Uraniidae. Inga underarter finns listade i Catalogue of Life.